# ヘクセンハウス

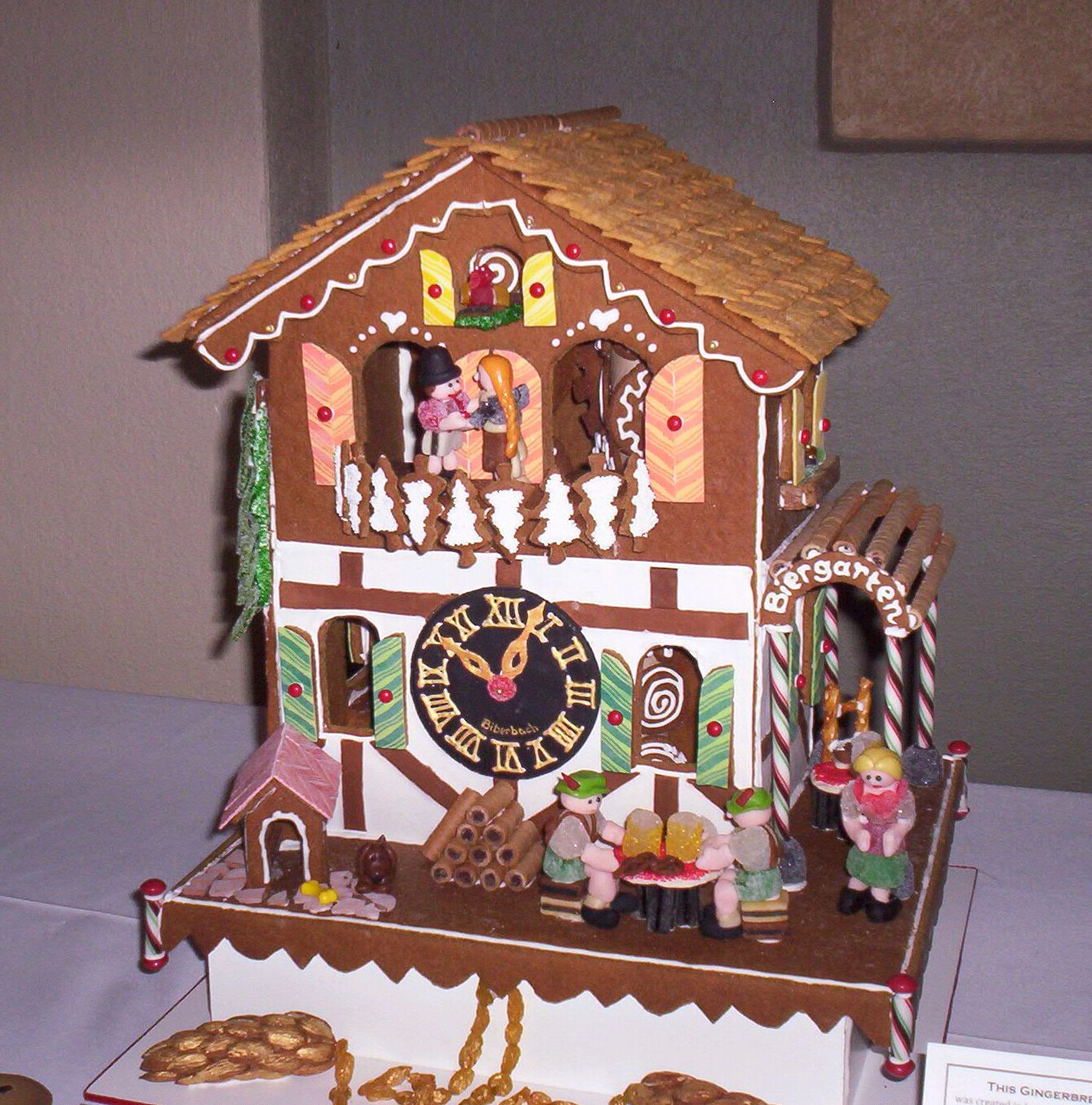
ヘクセンハウス

ヘクセンハウス（ドイツ語: Hexenhaus）またはレープクーヘンハウス（Lebkuchenhaus）、ジンジャーブレッドハウス（英: Gingerbread house）とはいわゆる「お菓子の家」のことで、固めのジンジャーブレッドを基本素材として菓子で作ったミニチュアの家のことを指す。つまり小さな一軒屋の形を、実際に食べてしまえる菓子で作ったものである。

## 概要
雪が積もった様子を再現するために粉砂糖を振りかけるなど、通常は菓子の材料を使った装飾が行われる。壁や屋根は普通ジンジャーブレッドかレープクーヘンで作るが、作り手によってはチョコレートや飴、マルチパン、マシュマロ、グミなども使って完成させる。ヘクセンハウスを直訳すると「魔女の家」、つまり元々グリム童話の『ヘンゼルとグレーテル』に出てくるお菓子でできた魔女の家を指す言葉だったが、それがいつの間にか菓子で作ったミニチュアの家もヘクセンハウスと呼ばれるようになった。欧米ではクリスマスの風物詩ともなっており、クリスマスシーズンになるとクリスマスマーケットや鉄道駅、ショッピングセンターなどの公共空間でしばしば見られる。近年は菓子職人達がヘクセンハウスを作ってその出来を競うコンテストも開かれている。欧米には様々なジンジャーブレッドが広く分布するため、ドイツではレープクーヘン、英語圏ではジンジャークッキーが使われるなど、ヘクセンハウスの素材にはその地域に根付いたジンジャーブレッドが使われる。

## 話題
ヘクセンハウス作りは元々日本の習慣ではないが、近年は日本で家庭向けのヘクセンハウスキットの出荷が伸びている。

## 画像

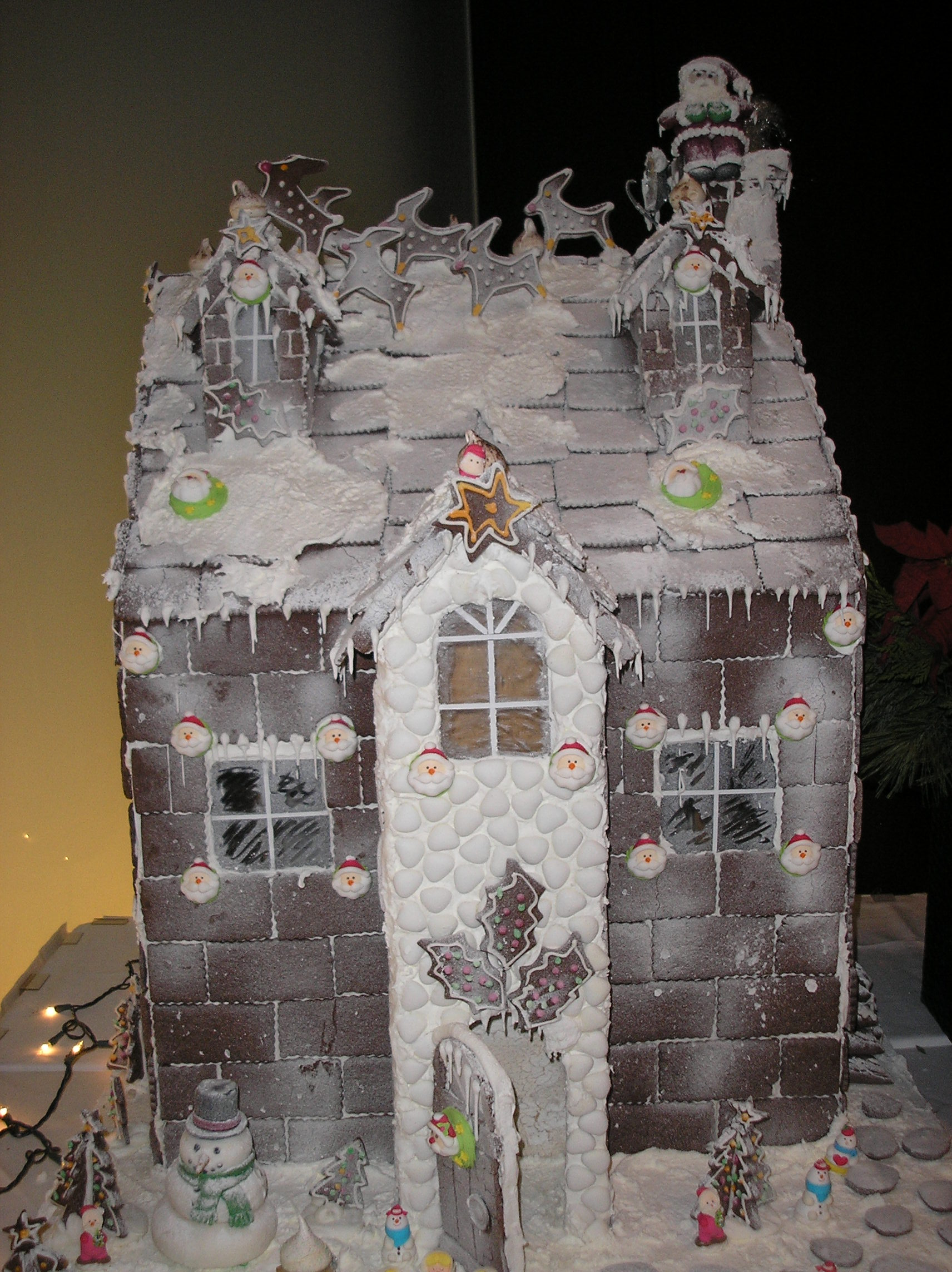
ジンジャーブレッドハウス
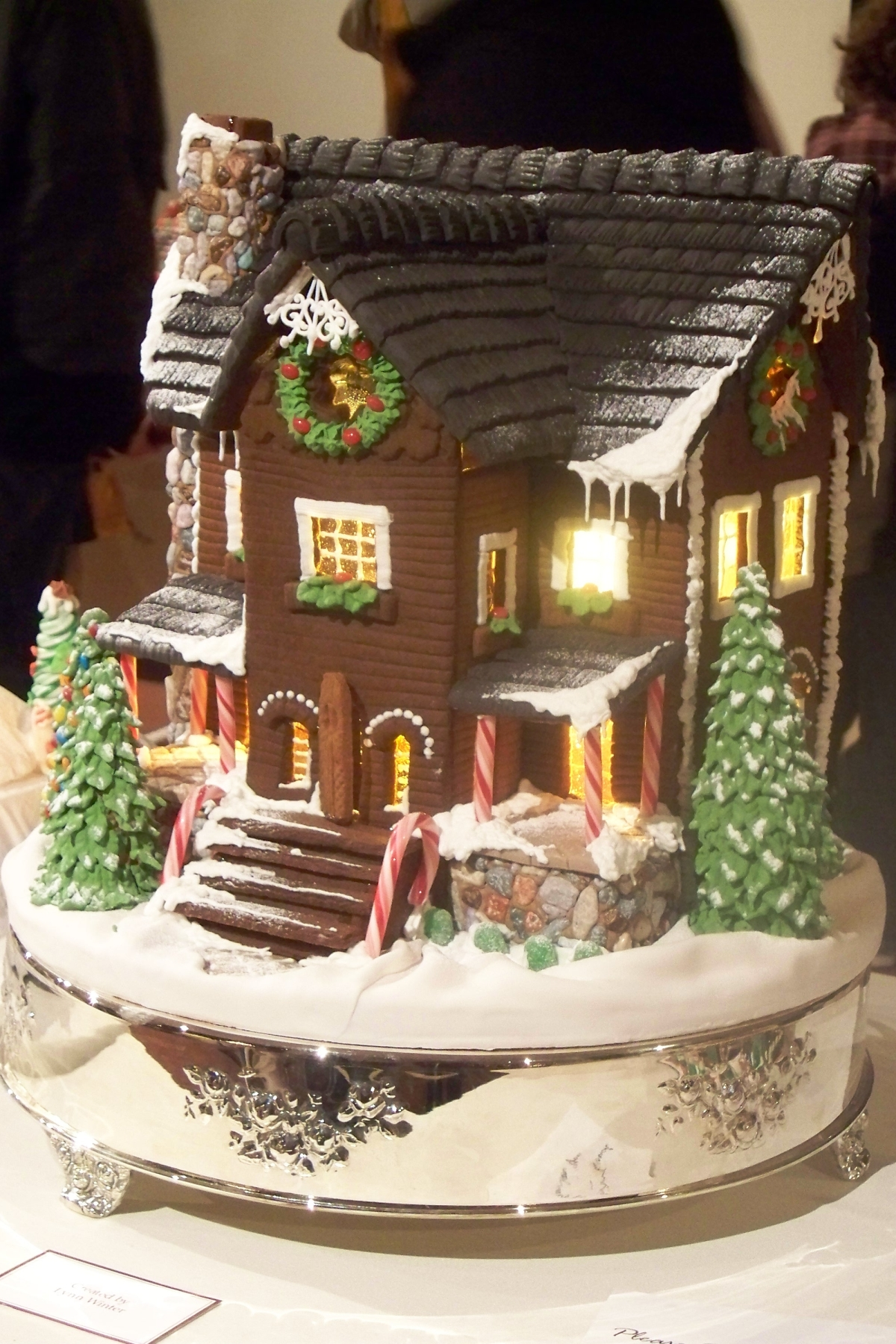
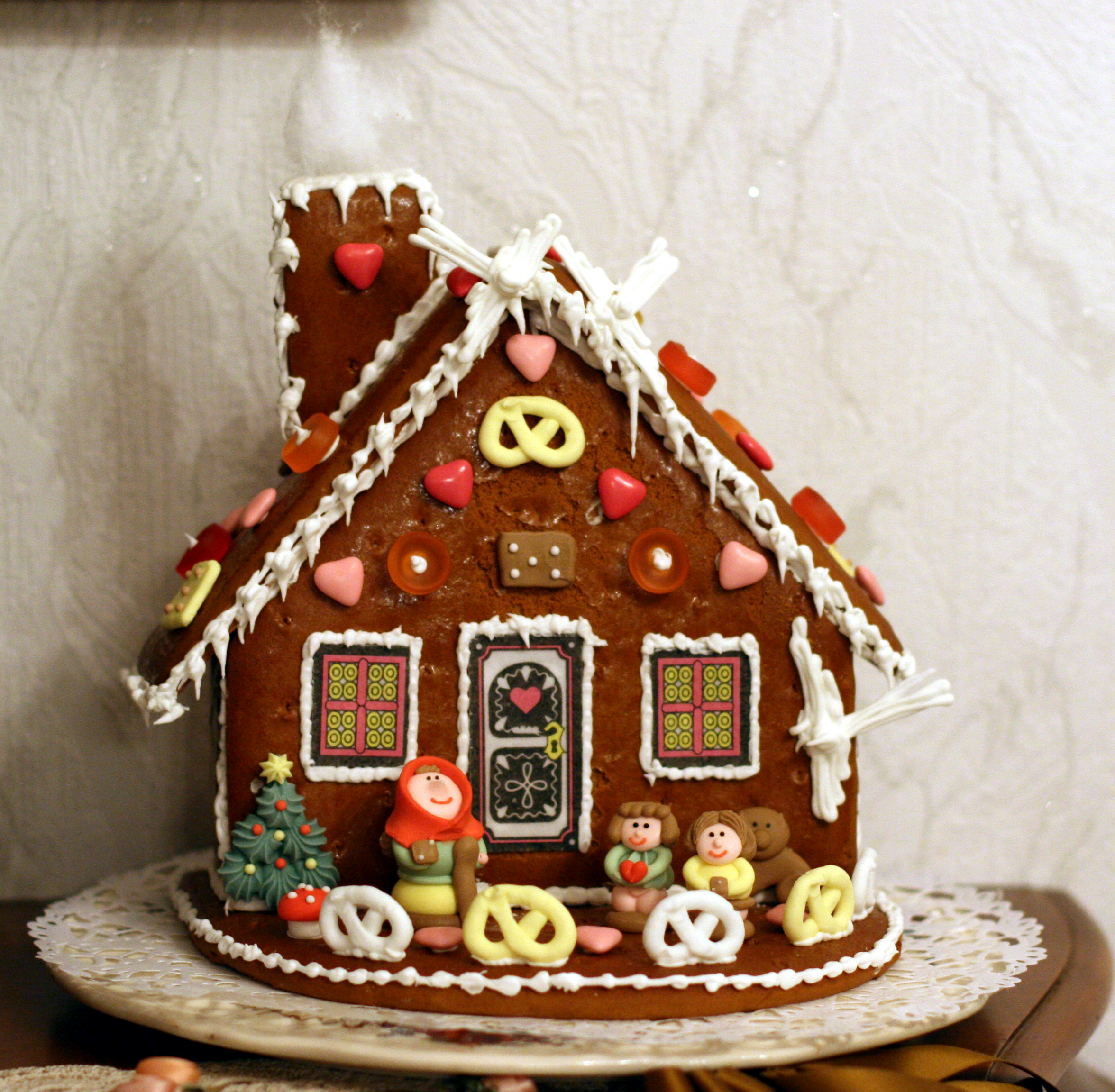
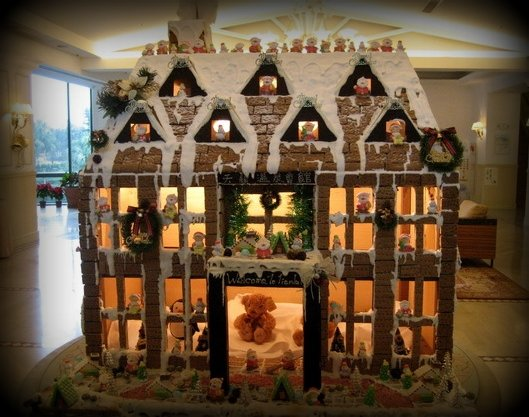
照明とテディベア
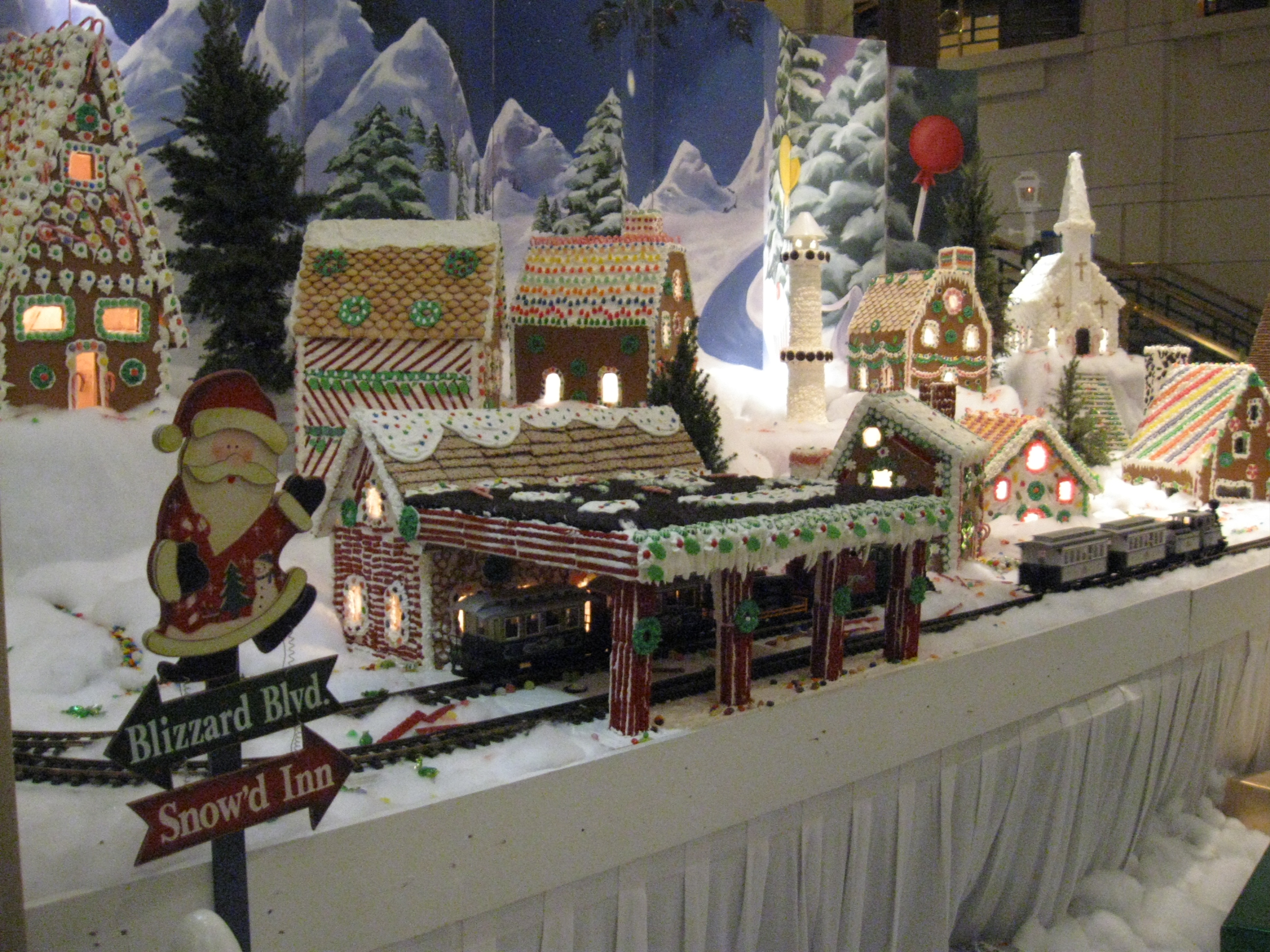
鉄道模型のあるジンジャーブレッド村
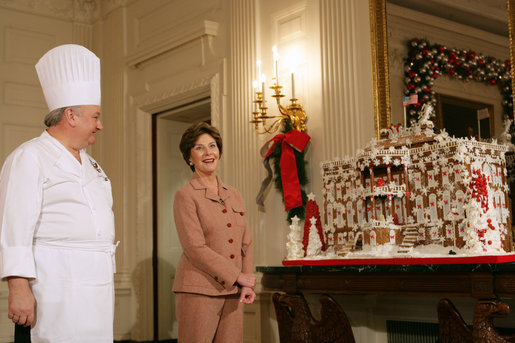
ローラ・ブッシュ、パティシエ長ロラン・ムスニエとジンジャーブレッドのホワイトハウス（2006年）
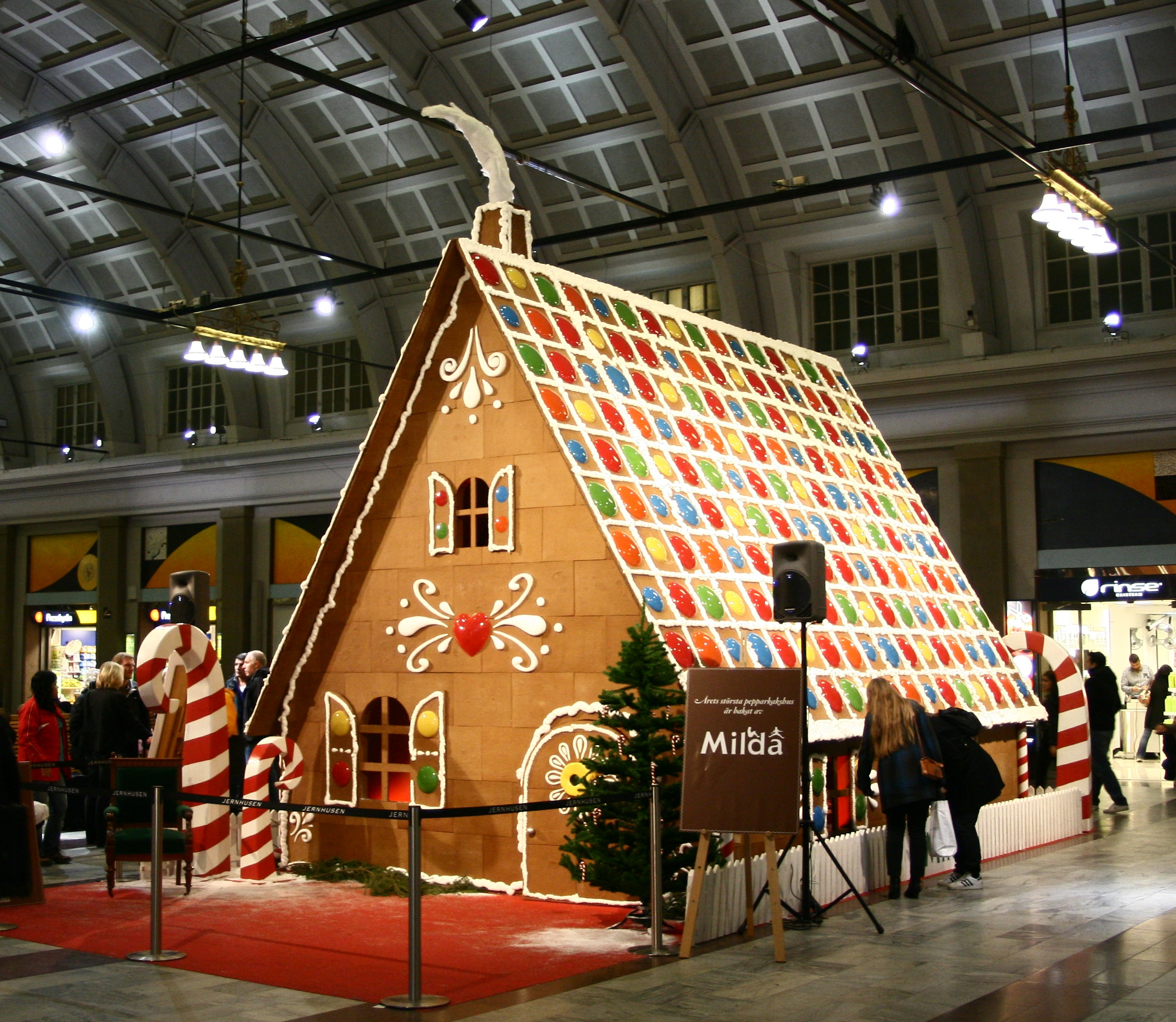
スウェーデンのミルダ社による人が入れる大きさのヘクセンハウス（ペッパーカクスフス）